# Arroyo Rezovski
El arroyo Rezovski (en búlgaro: Резовски поток, romanizado: Resovski potok) es un río de agua de deshielo de 500 m de largo en la isla Livingston en el archipiélago de las Islas Shetland del Sur. Drena la ladera suroeste del Campo Nevado de los Balcanes, fluye a lo largo de los edificios de la base búlgara San Clemente de Ohrid y desemboca en la Gran Laguna en las estribaciones suroeste de la Playa de Bulgaria.
Los científicos búlgaros le dieron el nombre del río Rezovo en Bulgaria.